# Senza sangue
Senza sangue è un romanzo dello scrittore italiano Alessandro Baricco. È stato pubblicato dalla casa editrice Rizzoli nel 2002.

## Trama
Il romanzo, diviso in due parti chiamate "Uno" e "Due", è incentrato sulla figura di Nina, figlia del proprietario della fattoria di Mato Rujo.
La prima parte si svolge nella vecchia fattoria, dove Nina, ancora bambina, è protagonista passiva di ciò che le accade attorno, costretta ad assistere nascosta ed impotente all'assassinio del padre Manuel Roca e del fratello da parte di un commando in cerca di vendetta. Scampa all'eccidio grazie ad una botola dove il padre le aveva detto di nascondersi, dentro la quale rimane rannicchiata.
Nella seconda parte Nina, in età matura, ritrova Tito, uno dei componenti di quell'efferato delitto a cui anni prima aveva assistito. Lui viene invitato da lei in un caffè a ricordare il passato fino a giungere all'episodio che aveva profondamente segnato la vita di entrambi. Nina alla fine invita uno stupito Tito in un albergo per fare l'amore, ritrovandosi ad assumere la stessa posizione rannicchiata che tanti anni prima l'aveva preservata dalla morte.

## Adattamento cinematografico
I diritti cinematografici del romanzo sono stati acquistati da Angelina Jolie.

## Edizioni
- Alessandro Baricco, Senza sangue, Milano, RCS Libri S.p.A., 2002, ISBN 88-17-00178-3.